# Григорьев, Евгений Иванович
Евгений Иванович Григорьев (род. 13 ноября 1957 года) — заслуженный тренер СССР (подводный спорт), старший тренер сборной России по подводному спорту.

## Карьера
Воспитанник красноярского клуба «Диадема».
Окончил Красноярский техникум физической культуры (1976) и Красноярский педагогический институт (1986). После окончания спортивной карьеры стал тренером. В 1978—1994 годах работал в Красноярске и Омске. С 1994 года работает с командой Краснодарского края.
В настоящее время является старшим тренером сборной России по подводному спорту, профилирующийся на подготовке марафонцев.
Также работает в СДЮШОР ВВС г. Кропоткин.
Среди его воспитанников: Николай Резников, Дмитрий Лобченко, Елена Садовик, Виктория Парцахашвили.